# 昆杜伊市镇
昆杜伊市镇（俄语：Кундуйское муниципальное образование）是俄罗斯联邦伊尔库茨克州奎屯区所属的一个市镇。其下辖有个居民点，行政中心为昆杜伊。据2016年统计，该市镇的人口为1324人。